# Groń Hałuszowski
Groń Hałuszowski, Groń (743 m) – szczyt Pienin Czorsztyńskich położony na północ od grani głównej tych gór, tuż nad wsią Hałuszowa w województwie małopolskim, w powiecie nowotarskim, w gminie Krościenko nad Dunajcem. Na południe od niego znajduje się przełęcz Sańba. Około 1880 r. Groń był bezleśny, rzadko tylko rosły na nim jałowce i świerki, obecnie jest lesisty znacznie bardziej. Bezleśny jest jeszcze obszar pomiędzy Groniem a granią główną (pola uprawne i łąki). Prowadzi tędy niebieski szlak turystyczny Czorsztyn–przełęcz Szopka. Groń znajduje się w Pienińskim Parku Narodowym.
Nazwa jest pochodzenia wołoskiego i w gwarze podhalańskiej oznacza wyniosły brzeg rzeki lub potoku. Ponieważ w Pieninach Czorsztyńskich jest drugi szczyt o tej nazwie, Józef Nyka proponuje dla odróżnienia nazywać tę górę Hałuszowskim Groniem.